# Portugáliai Berengária dán királyné
Portugáliai Berengária vagy Berengária Sanches (portugálul: Berenguela Sanches de Portugal, dánul: Berengária af Portugal; 1198 körül – 1221. március 27.), a Burgundiai-házból származó portugál infánsnő, aki Nagy Valdemár dán királlyal kötött házassága révén Dánia királynéja 1214-től 1221-es haláláig.

## Származása
| Portugáliai Berengária (Coimbra, 1198 körül– Ringsted, 1221. március 27.) dán királyné | Apja: Népesítő Sancho (Coimbra, 1154. november 11.– Coimbra, 1212. március 26.) portugál király | Apai nagyapja: Hódító Alfonz (Guimarães, 1109. július 25.– Coimbra, 1185. december 6.) portugál király              | Apai nagyapai dédapja: Alapító Henrik (1066 körül –1112. május 12.) portugál uralkodó gróf                   |
| Portugáliai Berengária (Coimbra, 1198 körül– Ringsted, 1221. március 27.) dán királyné | Apja: Népesítő Sancho (Coimbra, 1154. november 11.– Coimbra, 1212. március 26.) portugál király | Apai nagyapja: Hódító Alfonz (Guimarães, 1109. július 25.– Coimbra, 1185. december 6.) portugál király              | Apai nagyapai dédanyja: Leóni Terézia (1080 körül –1130. november 11.)                                       |
| Portugáliai Berengária (Coimbra, 1198 körül– Ringsted, 1221. március 27.) dán királyné | Apja: Népesítő Sancho (Coimbra, 1154. november 11.– Coimbra, 1212. március 26.) portugál király | Apai nagyanyja: Savoyai Matild (1125 körül – Coimbra, 1157. november 4.)                                            | Apai nagyanyai dédapja: III. Amadé (1087 körül –1148. augusztus 30.) savoyai uralkodó gróf                   |
| Portugáliai Berengária (Coimbra, 1198 körül– Ringsted, 1221. március 27.) dán királyné | Apja: Népesítő Sancho (Coimbra, 1154. november 11.– Coimbra, 1212. március 26.) portugál király | Apai nagyanyja: Savoyai Matild (1125 körül – Coimbra, 1157. november 4.)                                            | Apai nagyanyai dédanyja: Mathilde d'Albon (1105 körül – 1145 körül)                                          |
| Portugáliai Berengária (Coimbra, 1198 körül– Ringsted, 1221. március 27.) dán királyné | Anyja: Barcelonai Dulce (1160 körül – Coimbra, 1198. szeptember 11.)                            | Anyai nagyapja: Szent Rajmund Berengár (Barcelona, 1103 körül – Borgo, 1162. augusztus 6.) barcelonai uralkodó gróf | Anyai nagyapai dédapja: Nagy Rajmund Berengár (1082. november 11.–1131. július 19.) barcelonai uralkodó gróf |
| Portugáliai Berengária (Coimbra, 1198 körül– Ringsted, 1221. március 27.) dán királyné | Anyja: Barcelonai Dulce (1160 körül – Coimbra, 1198. szeptember 11.)                            | Anyai nagyapja: Szent Rajmund Berengár (Barcelona, 1103 körül – Borgo, 1162. augusztus 6.) barcelonai uralkodó gróf | Anyai nagyapai dédanyja: I. Douce (1088 körül –1127 körül) provence-i uralkodó grófnő                        |
| Portugáliai Berengária (Coimbra, 1198 körül– Ringsted, 1221. március 27.) dán királyné | Anyja: Barcelonai Dulce (1160 körül – Coimbra, 1198. szeptember 11.)                            | Anyai nagyanyja: Petronila (Huesca, 1136. június 29.– Barcelona, 1173. október 15.) aragóniai királynő              | Anyai nagyanyai dédapja: Szerzetes Ramiro (1086. április 24.–1157. augusztus 16.) aragóniai király           |
| Portugáliai Berengária (Coimbra, 1198 körül– Ringsted, 1221. március 27.) dán királyné | Anyja: Barcelonai Dulce (1160 körül – Coimbra, 1198. szeptember 11.)                            | Anyai nagyanyja: Petronila (Huesca, 1136. június 29.– Barcelona, 1173. október 15.) aragóniai királynő              | Anyai nagyanyai dédanyja: Agnès d'Aquitaine (1105 körül –1159 körül)                                         |

| Előző Csehországi Dagmar | Dánia királynéja 1214–1221 | Következő Portugáliai Eleonóra |

## Fordítás
Ez a szócikk részben vagy egészben  a   Berengaria of Portugal című angol Wikipédia-szócikk fordításán alapul.  Az eredeti cikk szerkesztőit annak laptörténete sorolja fel. Ez a jelzés csupán a megfogalmazás eredetét és a szerzői jogokat jelzi, nem szolgál a cikkben szereplő információk forrásmegjelöléseként.